# Козловка (Московская область)
Козловка — деревня в Зарайском районе Московской области, в составе муниципального образования сельское поселение Гололобовское (до 28 февраля 2005 года входила в состав Гололобовского сельского округа). Деревня связана автобусным сообщением с райцентром и соседними населёнными пунктами.

## География
Козловка расположена на севере района, в 8 км на северо-восток от Зарайска, в верховье малой реки Коптелка, правый приток реки Осётрик, высота центра деревни над уровнем моря — 192 м.

## Население
| 2002 | 2006 | 2010 |
| ---- | ---- | ---- |
| 211  | ↘201 | ↘196 |

## История
Козловка впервые в исторических документах упоминается в списке прихода Апонитищинской церкви в 1763 году. В 1790 году в деревне числилось 10 дворов и 133 жителя, в 1858 году — 64 двора и 270 жителей, в 1884 году — 377 жителей, в 1906 году — 54 двора и 508 жителей. В 1929 году был образован колхоз «Новый путь», с 1950 года в составе колхоза «Большевик», с 1960 года — совхоз «Большевик».